# رینبو واریر (۲۰۱۱)
رینبو واریر (۲۰۱۱) (به انگلیسی: Rainbow Warrior (2011)) یک کشتی است که طول آن 57.92 m oa و ارتفاع آن 54.25 m (air draft) می‌باشد. این کشتی در سال ۲۰۱۱ ساخته شد.